# Nebojša Rajković
Nebojša Rajković (24 luglio 1988) è un giocatore di football americano serbo, che gioca nel ruolo di linebacker per i Belgrade Blue Dragons.